# Segunda División A 1991/92
De Segunda División A 1991/92 was het 61ste seizoen van het tweede niveau van het Spaans voetbalkampioenschap.   Het ging van start op 1 september 1991 en eindigde op 24 mei 1992.

## Eindklassement
|     | Club                   | WG | W  | G  | V  | DV | DT | P  |                                                                                         |
| --- | ---------------------- | -- | -- | -- | -- | -- | -- | -- | --------------------------------------------------------------------------------------- |
| 1º  | Celta de Vigo          | 38 | 22 | 9  | 7  | 61 | 26 | 53 | Promotie naar de Primera División                                                       |
| 2ª  | Rayo Vallecano         | 38 | 20 | 8  | 10 | 52 | 27 | 48 | Promotie naar de Primera División                                                       |
| 3º  | UE Figueres            | 38 | 16 | 15 | 7  | 43 | 27 | 47 | Eindronde, zonder promotie naar de Primera División                                     |
| 4º  | Real Betis             | 38 | 18 | 10 | 10 | 54 | 43 | 46 | Eindronde, zonder promotie naar de Primera División                                     |
| 5º  | UE Lleida              | 38 | 17 | 9  | 12 | 52 | 36 | 43 |                                                                                         |
| 6º  | FC Barcelona Atlètic   | 38 | 17 | 7  | 14 | 59 | 53 | 41 |                                                                                         |
| 7º  | CP Mérida              | 38 | 16 | 9  | 13 | 58 | 48 | 41 |                                                                                         |
| 8º  | SD Compostela          | 38 | 15 | 11 | 12 | 36 | 32 | 41 |                                                                                         |
| 9º  | CE Sabadell            | 38 | 16 | 6  | 16 | 34 | 35 | 38 |                                                                                         |
| 10º | Racing Santander       | 38 | 15 | 7  | 16 | 39 | 44 | 37 |                                                                                         |
| 11º | Real Murcia            | 38 | 11 | 14 | 13 | 32 | 36 | 36 | Geen vennootschap gevormd, daarom administratieve degradatie naar de Segunda División B |
| 12º | SD Eibar               | 38 | 11 | 14 | 13 | 19 | 22 | 36 |                                                                                         |
| 13º | Bilbao Athletic        | 38 | 12 | 11 | 15 | 36 | 40 | 35 |                                                                                         |
| 14º | Palamós CF             | 38 | 13 | 9  | 16 | 39 | 46 | 35 |                                                                                         |
| 15º | CD Castellón           | 38 | 13 | 9  | 16 | 42 | 48 | 35 |                                                                                         |
| 16º | Real Madrid Castilla   | 38 | 11 | 12 | 15 | 44 | 55 | 34 |                                                                                         |
| 17º | Sestao Sport Club      | 38 | 11 | 10 | 17 | 26 | 44 | 32 |                                                                                         |
| 18º | CD Málaga              | 38 | 10 | 10 | 18 | 25 | 45 | 30 | Degradatie en ontbinding ploeg                                                          |
| 19º | Real Avilés Industrial | 38 | 9  | 9  | 20 | 31 | 56 | 27 | Degradatie naar de Segunda División B                                                   |
| 20º | UD Las Palmas          | 38 | 8  | 9  | 21 | 39 | 58 | 25 | Degradatie naar de Segunda División B                                                   |

## Play-offs
De uitkomst van de play-offs kon maximaal leiden tot twee extra stijgers naar het hoogste niveau van het Spaans voetbal.  In een eerste duel nam de zeventiende uit de hoogste reeks het op tegen de vierde uit de tweede reeks en in een tweede duel nam de achttiende uit de hoogste reeks het op tegen de derde uit de tweede reeks. Een duel bestond uit één ronde met heen- en terugwedstrijd.

### Heenwedstrijden
- Deportivo La Coruña - Real Betis 2-1
- Cádiz CF - UE Figueres 3-1

### Terugwedstrijden
- Real Betis - Deportivo La Coruña 0-0
- UE Figueres - Cádiz CF 1-1

## Topscorers
27 goals
- Vladimir Gudelj (Celta de Vigo)

21 goals
- José Francisco Sánchez González "Paquito" (CP Mérida)

15 goals
- Goran Milojević (CP Mérida)

1929 · 1929/30 · 1930/31 · 1931/32 · 1932/33 · 1933/34 · 1934/35 · 1935/36 · 1936/37 · 1937/38 · 1938/39 · 1939/40 · 1940/41 · 1941/42 · 1942/43 · 1943/44 · 1944/45 · 1945/46 · 1946/47 · 1947/48 · 1948/49 · 1949/50 · 1950/51 · 1951/52 · 1952/53 · 1953/54 · 1954/55 · 1955/56 · 1956/57 · 1957/58 · 1958/59 · 1959/60 · 1960/61 · 1961/62 · 1962/63 · 1963/64 · 1964/65 · 1965/66 · 1966/67 · 1967/68 · 1968/69 · 1969/70 · 1970/71 · 1971/72 · 1972/73 · 1973/74 · 1974/75 · 1975/76 · 1976/77 · 1977/78 · 1978/79 · 1979/80 · 1980/81 · 1981/82 · 1982/83 · 1983/84 · 1984/85 · 1985/86 · 1986/87 · 1987/88 · 1988/89 · 1989/90 · 1990/91 · 1991/92 · 1992/93 · 1993/94 · 1994/95 · 1995/96 · 1996/97 · 1997/98 · 1998/99 · 1999/00 · 2000/01 · 2001/02 · 2002/03 · 2003/04 · 2004/05 · 2005/06 · 2006/07 · 2007/08 · 2008/09 · 2009/10 · 2010/11 · 2011/12 · 2012/13 · 2013/14 · 2014/15 · 2015/16 · 2016/17 · 2017/18 · 2018/19 · 2019/20 · 2020/21 · 2021/22 · 2022/23 · 2023/24 · 2024/25